# La máquina de la verdad
La máquina de la verdad fue un programa de televisión, presentado y dirigido por el periodista Julián Lago, que se emitió por la cadena española Telecinco entre 1992 y 1994.

## Formato
El espacio se basaba en un interrogatorio al que se sometía a un personaje público o polémico y que era monitorizado por un detector de mentiras. Seguidamente seguía un debate y preguntas al personaje realizadas por varios periodistas. Se emitía los jueves.

## Episodios
- Ricardo Portabales (operación Nécora) (11/ 02/ 1993)
- María José Delgado (Espartaco) (18/ 02/ 1993)
- Juan Guerra (25/ 02/ 1993)
- Vicente Díaz Romero (mayordomo de los Urquijo) (04/ 03/ 1993)
- Flora Trabajo (escándalo del Duque de Feria) (11/ 03/ 1993)
- María Edite Santos (Julio Iglesias) (18/ 03/ 1993), con Jaime Peñafiel
- María del Carmen Pérez Madrazo (abusos sexuales Puerto Real) (25/ 03/ 1993)
- Jesús Gil y Gil (01/ 04/ 1993), con Juan Luis Galiacho y Federico Jiménez Losantos.
- El Dioni (08/ 04/ 1993)
- Dolores Vila (Dulce Neus) (15/ 04/ 1993)
- Poli Díaz (22/ 04/ 1993)
- Joselito (06/ 05/ 1993)
- Espartaco Santoni (13/ 05/ 1993), con Pilar Eyre, Gunilla von Bismarck, Marujita Díaz, Susana Estrada
- Ruiz Mateos (27/ 05/ 1993)
- Amparo Muñoz (17/ 06/ 1993), con Jesús Mariñas
- Jaime de Mora y Aragón (07/ 10/ 1993)
- Antonia Dell’ Atte (14/ 10/ 1993), con Josemi Rodríguez-Sieiro, Massiel
- Antonio Rivera (padre de Paquirri) (21/ 10/ 1993), con Karmele Marchante
- Mauricio López-Roberts (caso Urquijo) (28/ 10/ 1993)
- José Yepes y Manuel Costa Abellán (asesinato de tres novilleros en Albacete) (11/ 11/ 1993)
- Jimmy Giménez Arnau (18/ 11/ 1993)
- Liliana María (mujer de Julio Robles) (25/ 11/ 1993)
- Jorge Medina (02/ 12/ 1993), con Emilio Rodríguez Menéndez, El Dioni
- Antonio ‘el bailarín’ (09/ 12/ 1993), con Paloma Barrientos
- Cristina de la Vega (asistenta de Ana Obregón) (16/ 12/ 1993) NO EMITIDO
- Eva Cobo (30/ 12/ 1993), con Jimmy Giménez-Arnau y Josep Sandoval
- John Wayne Bobbitt (17/ 02/ 1994), con Federico Jiménez Losantos, Raúl del Pozo, Carmen Rico Godoy, Massiel
- Gil Sánchez Valiente (implicado en el 23-F) (23/ 02/ 1994)
- Carmen Flores (03/ 03/ 1994), con Lola Flores, Carmen Sevilla, Jesús Mariñas
- Anna María Quaranta (Sara Montiel) (19/ 03/ 1994), con Marujita Díaz
- Sixto Paz (31/ 03/ 1994)
- Bienvenida Pérez (24/ 03/ 1994), con Francisco Umbral
- Manuel Díaz "El Cordobés" (14/ 04/ 1994)
- Carmina Ordóñez (02/ 06/ 1994), con Karmele Marchante

## Colaboradores
Francisco Umbral, Pilar Eyre, Jesús Mariñas, Federico Jiménez Losantos, Raúl del Pozo, Karmele Marchante, Jaime Peñafiel, Fernando Arrabal, Jimmy Giménez-Arnau, Massiel, Josep Sandoval, Paloma Barrientos, Emilio Rodríguez Menéndez, Juan Luis Galiacho, Carmen Rico Godoy, entre otros.

## Polémicas
- El espacio ya nació envuelto en la polémica, ya que en su primera emisión, el personaje entrevistado fue el exnarcotraficante Ricardo Portabales.[2]
- El 25 de febrero de 1993 el interrogado fue Juan Guerra, hermano del exvicepresidente del Gobierno, Alfonso Guerra, cuestionado acerca del uso presuntamente indebido por su parte de un despacho en un edificio de la Junta de Andalucía.[3]
- Un mes después, Miriam y Juan de la Sierra intentaron evitar, por vía judicial, la emisión de un programa sobre el asesinato de sus padres, los Marqueses de Urquijo.[4]
- El 16 de octubre de 1993, el Ministerio de Educación y Ciencia hizo público un comunicado en el que se indicaba que la emisión del programa dedicado a Antonia Dell'Atte en horario vespertino vulneraba el código deontológico de protección de la infancia suscrito, entre otras, por Telecinco.[5]
- El 17 de diciembre de 1993 se llegó a anunciar la participación de LaToya Jackson[6] pero su presencia se imposibilitó por el caché que pidió su mánager y marido, Jack Gordon, que fue el doble de lo acordado, es decir un millón de dólares, y, consecuentemente, los productores del programa se negaron.[7]
- En diciembre de 1993, el Juzgado de Instrucción número 17 de Madrid prohibió la emisión del programa en el que entrevistaba a la niñera de la actriz y presentadora Ana Obregón y su entonces compañero sentimental Alessandro Lecquio.[8]
- El actor Toni Cantó arremetió contra el programa, con acusaciones de atentar contra su intimidad tras la entrevista a su expareja Eva Cobo.[9]
- El programa en que se iba a entrevistar al político ruso Vladímir Zhirinovski hubo de ser cancelado al denegársele el visado por el Ministerio de Asuntos Exteriores.
- El programa emitido el 5 de marzo de 1994, se dedicó a la posibilidad de que la cantante Lola Flores, presente en el plató no fuese hermana sino madre de la también cantante Carmen Flores.[10]
- En marzo de 1994, de nuevo la Justicia prohíbe la emisión de un programa: En este caso sobre Maria Angels Feliu, la farmacéutica de Olot.[11]
- Adriana Vega refirió que se le ofrecieron 7.000.000 de pesetas por contar un supuesto romance con Alberto Cortina[12]
- Otros invitados polémicos fueron Joselito, José María Ruiz Mateos, Amparo Muñoz, "el Dioni", John Wayne Bobbitt, Carmina Ordóñez, Jesús Gil y Gil y Ramón Calderón.

## Audiencias
El espacio se situó a lo largo de su año y medio de emisión, entre los más vistos de España. Así, en noviembre de 1993, el programa fue el más seguido de Telecinco, con 5'6 millones de espectadores.